# Viburnum fordiae
Viburnum fordiae är en desmeknoppsväxtart som beskrevs av Henry Fletcher Hance. Viburnum fordiae ingår i släktet olvonsläktet, och familjen desmeknoppsväxter. Inga underarter finns listade i Catalogue of Life.